# Bandera del Ejército de los Estados Unidos
La bandera del Ejército de los Estados Unidos muestra una réplica azul del sello de la Oficina de Guerra en un campo blanco. Debajo del sello aparece un pergamino escarlata con la inscripción en letras blancas, "United States Army" (en español, "Ejército de los Estados Unidos"). Debajo de éste se muestra en números arábigos azules "1775", el año en que se creó el Ejército Continental con el nombramiento de George Washington como General del Ejército. Todo esto sobre un fondo blanco.
La bandera fue adoptada oficialmente por el presidente Dwight D. Eisenhower el 12 de junio de 1956, mediante la orden ejecutiva 10670.

## Historia
Antes de 1956, el Ejército de los Estados Unidos era el único servicio armado sin bandera, oficial o no oficial, que representara a todo el servicio. En 1955, impulsado por la necesidad de una bandera para representar al Ejército, en ceremonias de servicio conjunto, el secretario del Ejército, Wilber M. Brucker, solicitó la creación de una bandera para este fin.
La bandera se dedicó y desplegó públicamente el 14 de junio de 1956 en el Independence Hall de la ciudad de Filadelfia, en el 181.º aniversario del establecimiento del Ejército de los Estados Unidos por el Congreso Continental. La bandera original medía 4 pies y 4 pulgadas por 5 pies y 6 pulgadas; es de seda blanca con un diseño en el centro y bordado en azul del sello original de la Oficina de Guerra del país. "United States Army" está inscrito con letras blancas en un pergamino escarlata, con el año "1775" en números azules debajo.